# Gerald Clervil
Gerald Clervil (ur. 27 kwietnia 1976) – haitański lekkoatleta specjalizujący się w biegach sprinterskich, olimpijczyk.
Reprezentował Haiti w konkursie biegu na 400 metrów na Letnich Igrzyskach Olimpijskich 2000, które odbyły się w Sydney. W rundzie eliminacyjnej biegł na torze szóstym, ukończył konkurencję z czasem 46,69 i zajął 8. miejsce. Nie dotarł do dalszych etapów rozgrywek.
Rekord życiowy w biegu na 100 m – 10,60 (2000), biegu na 200 m – 20,83 (1998) i biegu na 400 m – 45,71 (1999).